# Carex pseudochinensis
Carex pseudochinensis là một loài thực vật có hoa trong họ Cói. Loài này được H.Lév. & Vaniot mô tả khoa học đầu tiên năm 1902.